# Vernon (Connecticut)
Vernon – miasto w Stanach Zjednoczonych, w stanie Connecticut, w hrabstwie Tolland.